# Rohtak
Rohtak (panjabi ਰੋਹਤਕ, hindi रोहतक) és una ciutat i municipalitat d'Haryana, capital del districte de Rohtak a 70 km de Delhi. Consta al cens del 2001 amb una població de 286.773 habitants.

## Història
Vegeu: Districte de Rohtak
Podria correspondra amb la Rauhitaka o Rauhita del Rajatarangini i d'al-Biruni però la tradició només parla de Rohtasgarh (Fort de Rohtas) com a seu d'un raja ponwar, al lloc conegut com a Khokra-kot, que estava situat a poca distància de la moderna ciutat. Destruïda pels gúrides Hauria estat reconstruït en temps de Prithwi Raj el 1160 segons una tradició, o a la meitat del segle xiv segons una altra. Després s'hi van establir una colònia de Shaykhs del Iemen i van construir un nou fort. Al segle xiii s'hi van establir afganesos que abans havien estat a Birahma, no gaire lluny. Fou un feu menor dels sultans de Delhi- El 1286 Khai Khasru, net i hereu de Balban (1266-1288), fou atret a Rohtak des de Multan per Muizz al-Din Kaykubad i executat. El 1410 Sayyid Khidr Khan va assetjar a Rohtak a Idris Khan i va conquerir el fort després de 6 mesos de setge. Al segle xvi fou part de l'Imperi Mogol (excepte el breu parèntesi en què fou governada per la dinastia Suri) i a l'inici del segle xviii va passar en feu a diversos nawabs. El 1824, quan es va formar el districte de Panipat (Kangra), fou declarada capital de la resta del districte. La municipalitat es va crear el 1867. El 1881 la població era de 15.699 i el 1901 de 20.323.